# Пејзажна архитектура
[[Датотека:Stourhead Pantheon.jpg|thumb|250px|[[Stourhead[|Стаурхед]] у Вилтширу, Енглеска, који је дизајнирао Хенри Хор (1705–1785), „први баштован пејзажа, који је у овом раду показао генијалност највишег реда“]]
Пејзажна архитектура је у широком смислу речи практична уметност и наука о адаптацији предела за људе и његово искориштавање за уживање и ствара у целини и детаљу природне средине моделисањем терена, одређивањем комуникација, садњама зеленила, кориштењем вегетације и водених површина и оживљавањем простора архитектуром, павиљонима, фонтанама уметничким делима у екстеријеру. У ужем смислу речи је пејзажна архитектура, архитектура паркова и башти. Она подразумева систематско пројектовање и општи инжењеринг различитих објеката за изградњу и људску употребу, испитивање постојећих друштвених, еколошких и земљишних услова и процеса у пределу, као и пројектовање других интервенција које ће дати жељене резултате. Обим професије је широк и може се поделити на неколико подкатегорија укључујући професионалне или лиценциране пејзажне архитекте који су регулисани од стране владиних агенција и поседују стручност за пројектовање широког спектра структура и облика земљишта за људску употребу; дизајн пејзажа који није лиценцирана професија; планирање локације; управљање атмосферским водама; контрола ерозије; рестаурација животне средине; паркови, рекреација и урбанизам; управљање визуелним ресурсима; планирање и обезбеђивање зелене инфраструктуре; планирање и пројектовање пејзажа приватног имања и резиденција; све у различитим размерама дизајна, планирања и управљања. Практичар у професији пејзажне архитектуре може се назвати пејзажним архитектом, међутим у јурисдикцијама где су потребне професионалне лиценце често се само они који поседују лиценцу пејзажног архитекте могу назвати пејзажним архитектом.

## Образовање
Од пејзажних архитеката се генерално тражи да имају универзитетско образовање или дипломирани статус из акредитованог програма за пејзажну архитектуру, који може варирати по дужини и називу дипломе. Они уче како да креирају пројекте од нуле, као што су стамбена или комерцијална садња и дизајнирање животних простора на отвореном. Они су припремљени да раде са другима како би постигли бољи резултат за клијенте када раде на пројекту; они морају да науче основе начина креирања пројеката на одређени начин и потребно је да добију лиценцу у датој држави да би им било дозвољено да раде; студенти области пејзажне архитектуре се обучавају начину комуницирања са клијентима, као и презентиације и излагања дизајна од нуле приликом давања финалног пројекта.
Пејзажна архитектура се предаје на Универзитету у Манчестеру од 1950-их. Курс на Архитектонској школи у Манчестеру омогућава студентима да стекну различите дипломе и магистратуре, укључујући MLPM(Hons) која је акредитована од стране Института за пејзаж и Краљевског института за планирање града.

## Настанак пејзажне архитектуре
Сам настанак датира још од давнина, али као струка заснована је у време римске владавине где су се архитектура и пејзаж нашле узан спој. Окарактерисање домова било је често, од домуса па до виле рустика где је пејзажна архитектура имала велики утицај.

## Данашњица
Пејзажне архитекте данас имају звање инжењера и њихов утицај сеже у разне пројектакнтске делатности.Чести су послови пројектовања тргова и паркова као и како мањих тако и већих приватних окућница. Велики пројекти данашњице захтевају пејзажне архитекте у својој струци који свјојим услугама стварају пријатан амбијент и простор намењен активностима и потрошњи слободног времена. Такође, пејзажне архитекте се баве еколошким аспектима, попут рекултивације предела и пројектовање простора сходно потребама корисника, као и санацијама деградираних површина и подизађа заштитних биљних појасева у обектима посебне намене.

## Однос према урбанистичком планирању
Током 19. века, урбано планирање је постало централна тачка и централно питање у градовима. Комбинација традиције пејзажног баштованства и нове области урбаног планирања понудила је пејзажној архитектури прилику да задовољи ове потребе. У другој половини века, Фредерик Ло Олмстед је завршио низ паркова који и даље имају значајан утицај на праксу пејзажне архитектуре данас. Међу њима су били Централни парк у Њујорку, Проспект парк у Бруклину, Њујорк и систем паркова Емералдна огрлица у Бостону. Џенс Џенсен је дизајнирао софистициране и натуралистичке урбане и регионалне паркове за Чикаго, Илиноис и приватна имања за породицу Форд, укључујући Фер лејн и Гоклер појнт. Једна од првобитних једанаест чланова оснивача Америчког друштва пејзажних архитеката (ASLA), и једина жена, била је Беатрикс Фаранд. Била је консултант за дизајн за више од десет универзитета укључујући: Принстон у Принстону, Њу Џерзи; Јејл у Њу Хејвену, Конектикат; и Арнолд Арборетум за Харвард у Бостону, Масачусетс. Њени бројни приватни пројекти на имању укључују знаменити Дамбертон артон Оукс у округу Џорџтаун у Вашингтону. Од тог времена, други архитекти - пре свега Рут Хејви и Алден Хопкинс - променили су одређене елементе Фарандовог дизајна.
Од овог периода урбано планирање се развило у засебну независну професију која је укључила важне доприносе из других области као што су грађевинарство, архитектура и јавна управа. Урбанисти су квалификовани да обављају послове независно од пејзажних архитеката, и генерално, наставни план и програм програма пејзажне архитектуре не припрема студенте да постану урбанисти.
Ијан Макхарг је био познат по увођењу разматрања еколошких проблема у пејзажну архитектуру. Он је популаризовао систем анализе слојева сајта како би се оформило потпуно разумевање квалитативних атрибута места. Овај систем је постао темељ данашњих Географских информационих система (GIS). Макхарг би сваком квалитативном аспекту локације дао слој, као што су историја, хидрологија, топографија, вегетација, итд. GIS софтвер се данас свеприсутно користи у професији пејзажне архитектуре за анализу материјала у унутрашњости и на површини Земље и на сличан начин га користе урбанисти, географи, стручњаци за шумарство и природне ресурсе итд.